# Movinga
Movinga — транспортная компания, которая работает через онлайн-платформу. Официальная штаб-квартира находится в Моабите, Берлин, Германия. Компания Movinga была основана в 2015 году. Она специализируется на переездах в новое жилье, а также может быть использована для «поиска и бронирования» других транспортных компаний, зарегистрированных на бирже, в зависимости от предпочтений покупателя.

## История
Основанная Бастианом Кнутценом и Крисом Масловски в 2016 году, компания начала с онлайн-бронирования услуг по переезду для студентов. В мае 2015 года они перенесли свою штаб-квартиру из Валлендара в Берлин. Позже была выпущена MVP-версия В 2016 году компания работала как минимум в семи странах. Сильвио Хинтереггер и Тобиас Хинтереггер являются генеральными директорами компании.
Компания Movinga была удостоена награды Service Champion 2020 от «DIE WELT» в категории «Переезд». Компания Movinga получила премию «Deutscher Mittelstandspreis» за «ценный вклад в принципы социальной рыночной экономики».

## Бизнес-модель
Пользователь заходит на сайт, вводит параметры своего заказа, получает и оплачивает зафиксированную по его данным цену, в назначенный день к нему приезжает выбранный стартапом подрядчик, пакует вещи и везет его по назначению.